# Georgi Stamatow (pisarz)
Georgi Stamatow, (ur. 25 maja 1869 w Tyraspolu, Mołdawia – zm. 9 listopada 1942 w Sofii) - pisarz bułgarski, wywodzący się z besarabskich Bułgarów. 
Autor szkiców nowelistycznych i obrazków społeczno-obyczajowych, utrzymanych w poetyce naturalizmu, podporządkowanych intencji satyrycznej. W utworach Stamatowa obiektem ataków jest świat mieszczański. Główne dzieła Stamatowa: Izbrani oczerci i razkazi (1905), Razkazi (tom 1-2 1929 – 1930). Przekłady polskie dzieł Stamatowa znajdują się w antologiach: Antologia noweli bułgarskiej XIX i XX wieku (1955), Miłosierdzie Marsa (1978), Biała jaskółka (1982).

## Galeria

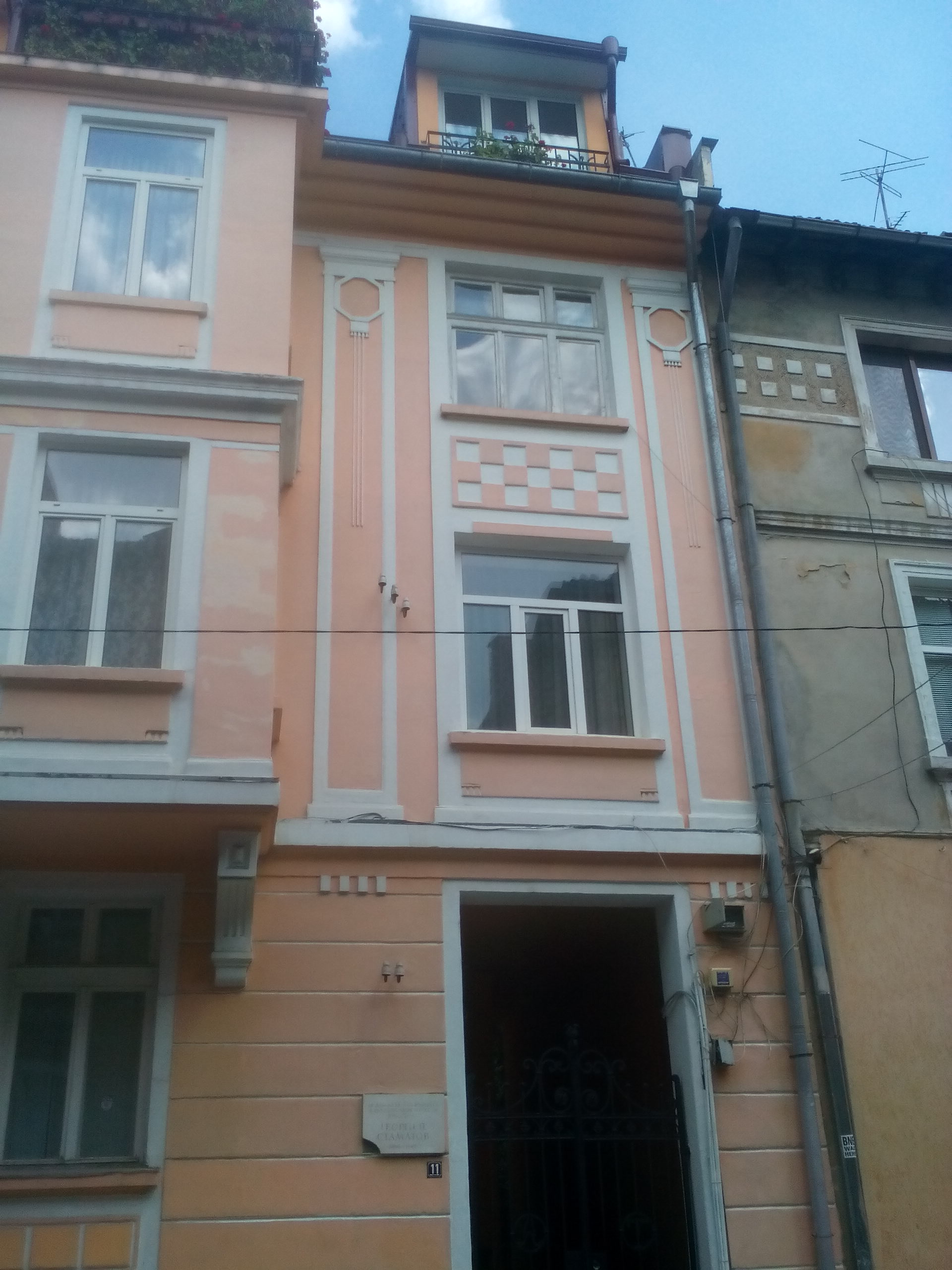
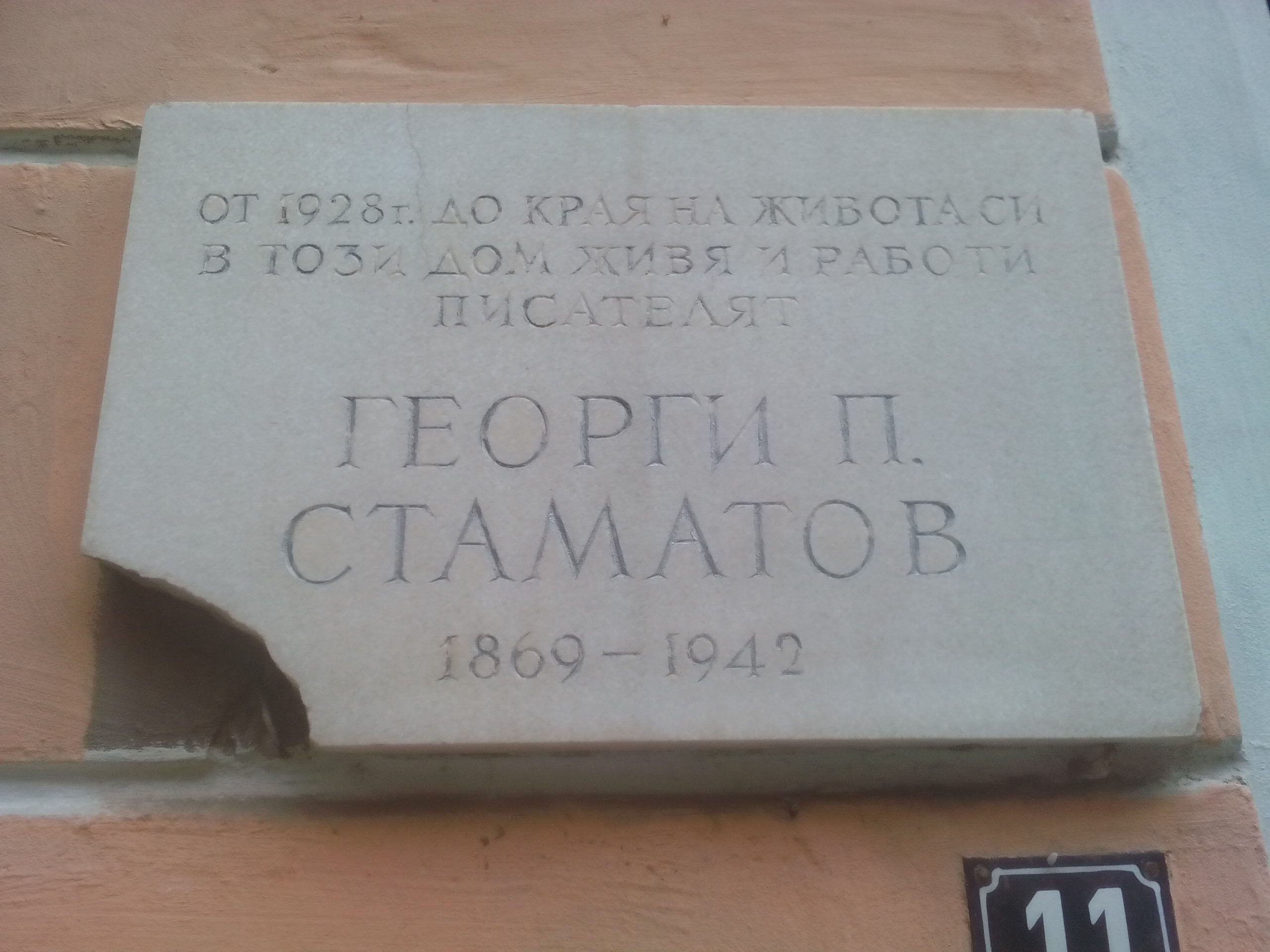
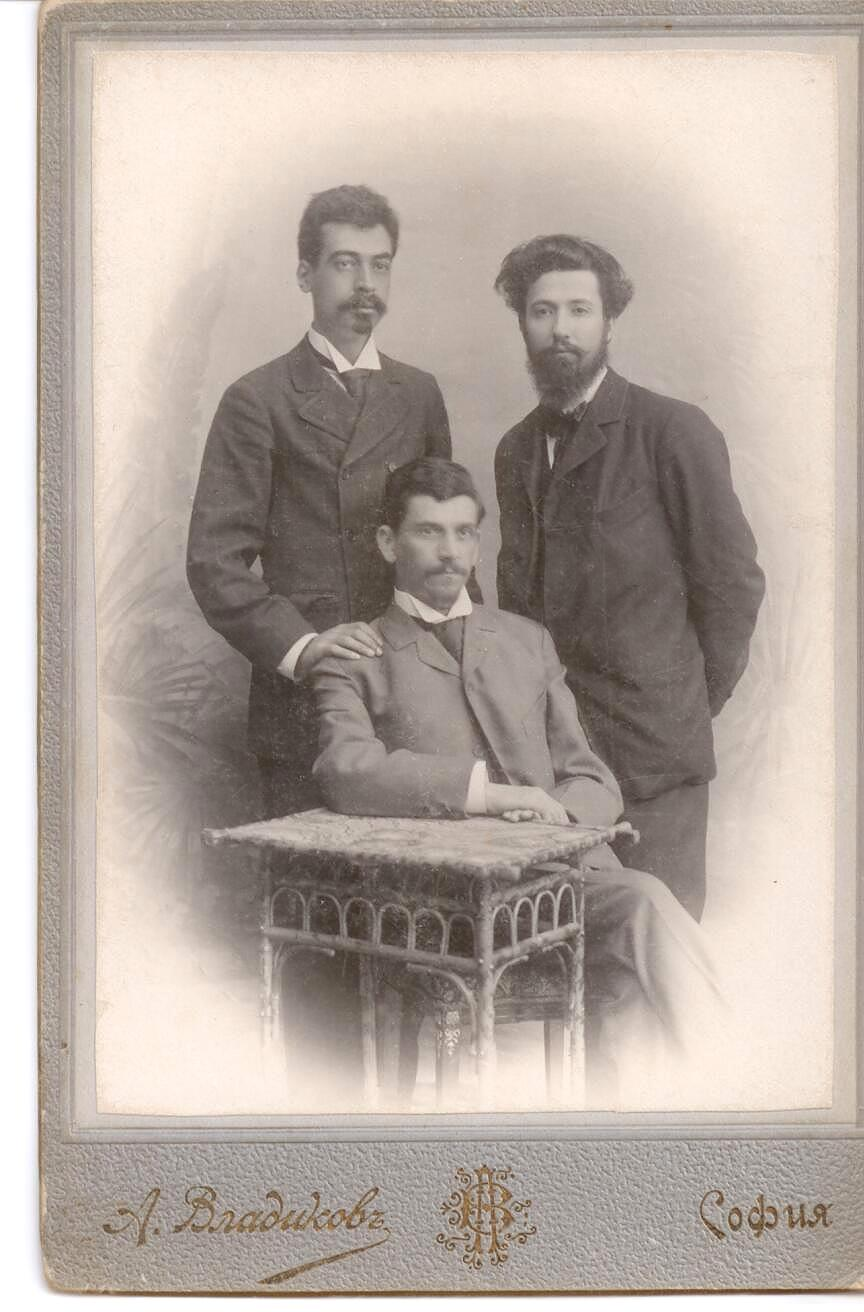